# Résolution 1302 du Conseil de sécurité des Nations unies
Membres permanents
- Chine
- États-Unis
- France
- Royaume-Uni
- Russie

Membres non permanents
- Argentine
- Bangladesh
- Canada
- Jamaïque
- Malaisie
- Mali
- Namibie
- Pays-Bas
- Tunisie
- Ukraine

Résolution no 1301 Résolution no 1303
La résolution 1302 du Conseil de sécurité des Nations unies fut adoptée à l'unanimité le 8 juin 2000. Après avoir rappelé toutes les résolutions précédentes sur l'Irak, y compris les résolutions 986 (de 1995), 1111 (en) (de 1997), 1129 (en) (de 1997), 1143 (en) (de 1997), 1153 (de 1998), 1175 (de 1998), 1210 (en) (de 1998), 1242 (de 1999), 1266 (en) (de 1999), 1275 (en) (de 1999), 1280 (en) (de 1999), 1281 (de 1999) et 1293 (en) (de 2000) concernant le programme Pétrole contre nourriture, le Conseil a prorogé les dispositions relatives à l'export de pétrole ou de produits pétroliers irakiens en échange d'une aide humanitaire pendant 180 jours supplémentaires.
Le Conseil de sécurité était convaincu de la nécessité d'une mesure temporaire pour fournir une assistance humanitaire au peuple irakien jusqu'à ce que son gouvernement (en) remplisse les dispositions de la résolution 687 (de 1991) et distribue également l'aide dans tout le pays.
Agissant en vertu du Chapitre VII de la Charte des Nations unies, le Conseil a prorogé le programme Pétrole contre nourriture pour une période supplémentaire de six mois commençant à 00 h 01 HET le 9 juin 2000 et se terminant le 5 décembre 2000. Le produit des ventes de pétrole et d'autres transactions financières serait réparti en priorité dans le cadre des activités du Secrétariat, dont 13% seraient utilisés aux fins visées dans la Résolution 986. Jusqu'à 600 millions de dollars également produits sur le compte séquestre pourraient être utilisées pour couvrir des dépenses raisonnables autres que celles payables à l’Irak.
La résolution, rédigée par la France et le Royaume-Uni, a demandé à tous les États de continuer à coopérer pour la présentation rapide des demandes et la délivrance de licences d'exportation qui faciliteraient le transit des fournitures humanitaires. Le Conseil a également appelé les pays à prendre toutes les mesures appropriées pour que les fournitures humanitaires parviennent au peuple irakien le plus rapidement possible. Une tentative de la Chine et de la Russie d'écrire dans le texte de la résolution qui aurait identifié les sanctions des Nations unies comme la seule cause de la situation en Irak a été empêchée, les membres du Conseil ayant été informés que l'Irak avait réalisé 8,6 milliards de dollars de bénéfices sur les ventes de pétrole lors des six derniers mois.
Le Secrétaire général Kofi Annan a été prié de nommer des observateurs supplémentaires pour approuver les contrats d’export de pétrole avant le 10 août 2000 et des experts indépendants pour établir un rapport d’ici le 26 novembre 2000 sur la situation humanitaire en Irak.